# En no Gyōja

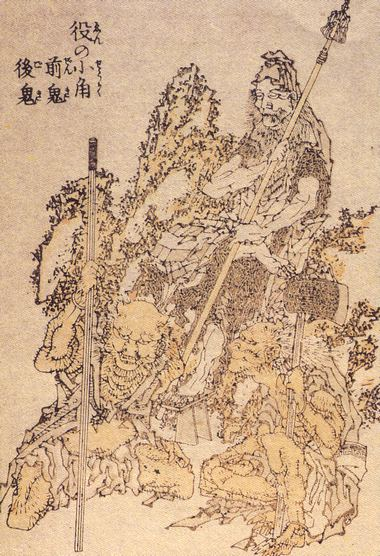
En no Gyōja auf einem Manga von Hokusai (ca. 1819)

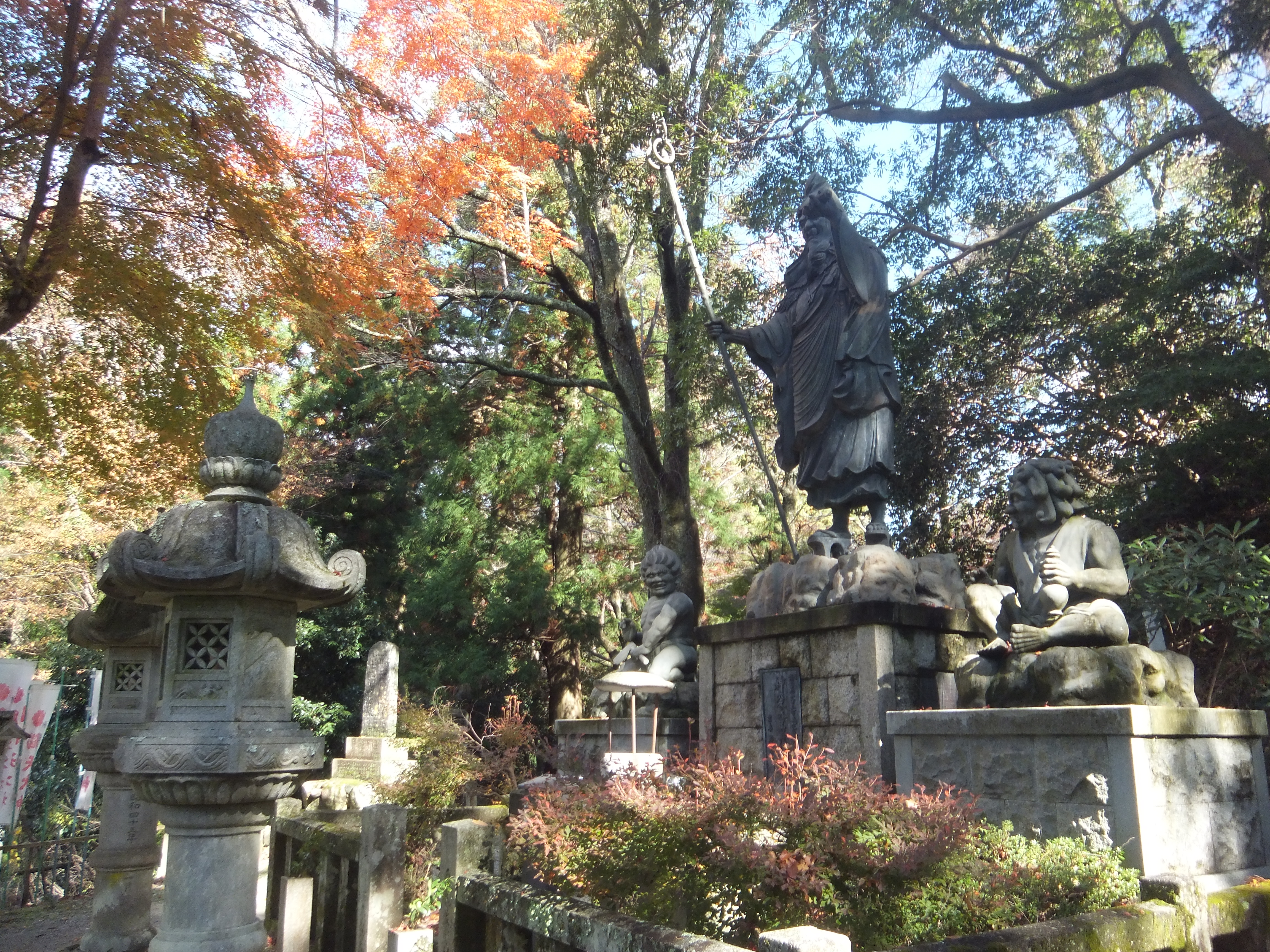
Statue des En no Gyōja beim Kimpusen-Tempel (Kimpusen-ji), Yoshino (Präfektur Nara). Zur Linken der männliche Dämon Zenki mit Axt, zur Rechten der weibliche Dämon Goki mit einem Wassergefäß

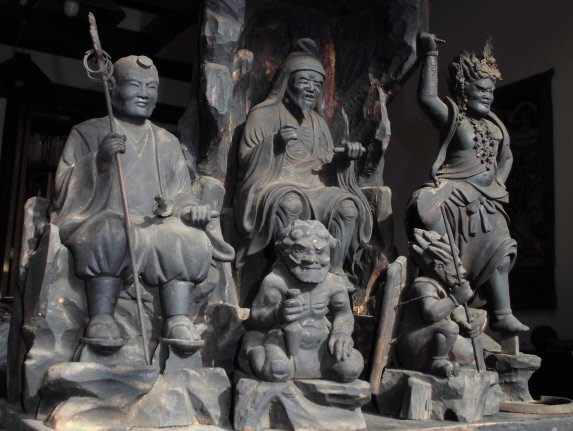
Figurengruppe mit Shōbō alias Rigen Daishi (links), En no Gyōja mit den ihm dienenden Dämonenpaar sowie Zaō Gongen (rechts)

En no Gyōja (jap. 役行者, dt. „Asket En“; * 634 in der Provinz Yamato; † etwa 700), auch En no Ozunu/Ozuno/Otsuno (役小角) genannt, ist ein sagenumwobener Asket, Heilkundiger und Magier des japanischen Altertums. Der buddhistisch geprägte Name En no Ubasoku (役優婆塞, „Laienmönch En“) entstand nach seinem Tod. Im Jahre 1799 wurde ihm durch den Tennō Kōkaku der posthume Name Jinben Daibosatsu (神変大菩薩) verliehen. Die japanischen Bergasketen (Yamabushi) verehren ihn als Ahnherren des Shugendō.

## Lebenslauf
Die einzigen Quellen, die der Figur des En no Gyōja eine gewisse Historizität verleihen, sind das Shoku Nihongi (Fortsetzung des Nihongi aus dem achten Jahrhundert) und das Nihon Ryōiki (Aufzeichnungen über Wunder in Japan) aus dem neunten Jahrhundert. Alle anderen Texte geben noch spätere Einordnungen und Erzählungen wieder.
Dem Nihon Ryōiki zufolge soll En no Gyōja im Jahr 634 im Dorf Kayahara, Katsuragi no Kami no Kōri (Bezirk Ober-Katsuragi), Provinz Yamato (大和国葛木上郡茅原村; heute Gose, Präfektur Nara) als Sprössling der Familie Kamo no E(n) no Kimi (加茂役公, auch 賀茂役君) geboren worden sein. Seine Familie, die später die Priester des Kamo-Schreins stellte, hatte seit Generationen Kräuterkenner und Heiler hervorgebracht. Auch er setzte diese Tradition fort.
Er soll später in die Katsuragi-Berge gegangen sein und bei seinen Übungen, die ihn bis in die Region um Yoshino und Ōmine führten, zahlreiche heilige Gipfel erklommen haben. Dem Shoku Nihongi zufolge unterwarf er zwei grimmige Dämonen (鬼神, kijin), die für ihn Wasser holten und Feuerholz sammelten. Nachdem ihn einer seiner Schüler namens Karakuni no Muraji Hirotari (韓国連広足) bezichtigte, mit schädlicher Magie das Volk in Unruhe zu versetzen, wurde er 699 in die Provinz Izu verbannt. Die Verbannung und ihr Hintergrund sind im Shoku Nihongi registriert. Möglicherweise geht die Erzählung auf einen Streit um Quecksilbervorkommen in der von ihm genutzten Bergregion zurück.
Zwar gibt es keine historischen Belege hierfür, doch gilt En no Gyōja als Begründer des Shugendō, einer vom Shintoismus, Daoismus sowie vom Shingon- und Tendai-Buddhismus geprägten synkretistischen Religion. Hinsichtlich ihrer asketischen Übungen in den Bergen berufen sich die Shugenja (修験者) oder Yamabushi genannten Anhänger dieser Schule auf seine Praktiken. Historisch bedeutsam ist zugleich der Beitrag des Mönchs Shōbō, genannt Rigen Daishi, nicht nur durch seine Verknüpfung des Shugendō mit Konzepten des esoterischen Shingon-Buddhismus, sondern auch durch seine Gründung von Tempeln und Exerzitienwegen (Ōmine Okugakemichi) in der Region um Yoshino-yama.

## Einflussreiche Legenden
Der Überlieferung zufolge stieß En no Gyōja in den Katsuragi-Bergen auf sein eigenes Skelett aus einer früheren Existenz. Der Buddha der Zukunft Maitreya offenbarte ihm das Mantra des Weisheitskönigs Mahāmāyūrī (Kujaku Myōō, 孔雀明王), mit dem er die Ritualwaffe Vajra aus der Hand des Skeletts löst.
Auf dem „Goldgipfel-Berg“ (Kimpusen) offenbarte sich ihm nach langen Meditationen der Avatar Zaō Gongen, in dem sich die drei Gottheiten Miroku, Senshu-Kannon und Shaka Nyorai manifestieren. Zaō Gongen wurde später zu einer der Hauptgottheiten des Shugendō. Der Name des Kimpusen-Tempels (Kimpusen-ji) und dessen Zaō-Halle (Zaō-dō) beziehen sich auf diese Offenbarung.

## Mantra
on gyakugyaku en no ubasoku arankya sowaka (唵虐虐役優婆塞覧佉莎訶 オンギャクギャクエンノウバソクアランキャソワカ)